# Pehr Löfgreen
Pehr Henning Helmer Löfgreen, född 10 november 1934 i Kimstads församling i Östergötlands län, död där 6 september 2022, var en svensk företagare och moderat politiker, som mellan 1991 och 1994 var riksdagsledamot för Östergötlands läns valkrets.
Löfgreen ägde tillsammans med sina barn egendomen Norsholm i Östergötland och var verkställande direktör för Norsholms Invest AB. Han var från 1961 till sin död gift med förskolläraren Helen Tersmeden (född 1937).